# 옌카인현
옌카인현(베트남어: Huyện Yên Khánh / 縣安慶 안경현)은 베트남 홍강 삼각주 닌빈성에 있는 현이다.  면적은 149km2, 인구는 2006년을 기준으로 119,412명이다.

## 행정 구역
옌카인현은 1시진(市鎭) 18사(社)를 관할한다. 현청 소재지는 옌틴 시진이다.

### 시진
- 옌닌 시진(Thị trấn Yên Ninh, 安寧 市鎭) - 현청 소재지

### 사
- 카인안 사 (Xã Khánh An, 慶安社)
- 카인꽁 사 (Xã Khánh Công, 慶功社)
- 카인끄 사 (Xã Khánh Cư, 慶居社)
- 카인끄엉 사 (Xã Khánh Cường, 慶强社)
- 카인하이 사 (Xã Khánh Hải, 慶海社)
- 카인호아 사 (Xã Khánh Hòa, 慶和社)
- 카인호이 사 (Xã Khánh Hội, 慶會社)
- 카인홍 사 (Xã Khánh Hồng, 慶鴻社)
- 카인러이 사 (Xã Khánh Lợi, 慶利社)
- 카인머우 사 (Xã Khánh Mậu, 慶茂社)
- 카인냑 사 (Xã Khánh Nhạc, 慶樂社)
- 카인푸 사 (Xã Khánh Phú, 慶富社)
- 카인타인 사 (Xã Khánh Thành, 慶城社)
- 카인티엔 사 (Xã Khánh Thiện, 慶善社)
- 카인투이 사 (Xã Khánh Thủy, 慶水社 )
- 카인띠엔 사 (Xã Khánh Tiên, 慶先社 )
- 카인쭝 사 (Xã Khánh Trung, 慶中社 )
- 카인번 사 (Xã Khánh Vân, 慶雲社)